# 바이오인프라
바이오인프라(BioInfra Co. Ltd.)는 대한민국의 의약품 연구개발 단계에서 개발사 의뢰를 받아 연구개발을 대행하는 위탁연구기관(CRO)기업이다. 본사는 경기도 용인시 기흥구 흥덕중앙로 120에 위치해 있으며 대표이사 이상득이다.
상장 청약 철회 의사를 밝힌 지 2개월 만에 재도전하여 2023년 3월에 코스닥 시장에 상장하였다

## 같이 보기
- 임상시험대행업
- 드림씨아이에스
- 에이디엠코리아
- 씨엔알리서치
- 디티앤씨알오

## 참고문헌
1. ↑  바이오인프라, 45억 투입 '시험검사센터' 건립, 팜뉴스, 2023-10-05
2. ↑  [IPO 바이오인프라, 상장 재도전... 흥행 전망은?, 바이오타임즈, 2023-01-27]
3. ↑  시설 투자에 지분 취득까지…본격 확장 나서는 '바이오인프라', 히트뉴스, 2023-11-28